# 久保田畯
久保田 畯（くぼた たおさ、1897年（明治30年）8月4日 - 1991年（平成3年）5月27日）は、大正から昭和期の内務・警察官僚、弁護士。官選福井県知事、陸軍司政長官。

## 経歴
熊本県阿蘇郡山西村（現在の西原村）出身。久保田愿の二男として生まれる。第五高等学校を卒業。1920年（大正9年）10月、高等試験行政科試験に合格。1921年（大正10年）東京帝国大学法学部法律学科（英法）を卒業。内務省に入省し地方局属となる。
以後、北海道庁理事官、愛知県警視、内務事務官兼関東庁事務官、千葉県書記官・警察部長、宮城県書記官・警察部長、岐阜県書記官・学務部長、群馬県書記官・警察部長、愛媛県経済部長、山梨県総務部長、神奈川県書記官・総務部長などを歴任。
1940年（昭和15年）12月、福井県知事に就任。1942年（昭和17年）1月、知事を退任。退官後の同年3月7日、第25軍軍政部・ペラ州長官に就任（1943年4月まで在任）、同月17日に陸軍司政長官に発令された。その後、軍需省四国軍需管理部長を務めた。戦後に公職追放となった。
その後、弁護士を開業し、日本工営監査役を務めた。

## 栄典
- 1940年（昭和15年）8月15日 - 紀元二千六百年祝典記念章[8]